# J. William Schopf
J. William Schopf (ur. w 1941 w Urbana w stanie Illinois) – amerykański paleontolog, specjalista od skamieniałości prekambru, popularyzator nauki.

## Życiorys
W 1963 ukończył Oberlin College w Ohio, w 1965 Uniwersytet Harvarda, gdzie w 1968 obronił także doktorat. Od 1968 pracuje na Uniwersytecie Kalifornijskim, obecnie na stanowisku profesora paleobiologii.
W 1992 i 1993 opisał najstarsze znane skamieniałości na świecie, pochodzące z Apex Chert w Australii. W okresie 1969–1974 badał dla NASA próbki z Księżyca, a później także z niektórych meteorytów, pod kątem ich geochemii i obecności substancji organicznych.
W Polsce wydano jego książkę Kolebka życia (PWN, 2002) 
Wybrane publikacje:
- Schopf, J.W. Paleobiology of the Archean. In: Schopf J.W, Klein C., editors. The Proterozoic biosphere: a multidisciplinary study. Cambridge University Press; Cambridge, UK: 1992. pp. 25–35.
- Schopf, J. W., 1993: Microfossils of the Early Archean Apex Chert: New Evidence of the Antiquity of Life. Science, Vol. 260. no. 5108, pp. 640-646
- Schopf, J.W. (Ed.), Life's Origin, The Beginnings of Biological Organization, Univ. Calif. Press, 208 pp., 2002.
- Schopf, J.W., Kudryavtsev, A.B., Agresti, D.G., Wdowiak, T.J. and Czaja, A.D., Laser-Raman imagery of Earth’s earliest fossils, Nature 416, 73-76, 2002.
- Kempe, A., Schopf, J.W., Altermann, W., Kudryavtsev, A.B. and Heckl, W.M., Atomic force microscopy of Precambrian microscopic fossils, Proc. Nat. Acad. Sci. USA 99, 9117-9120, 2002
- Schopf, J.W., Solution to Darwin’s dilemma: Discovery of the missing Precambrian fossil record, Proc. Nat. Acad. Sci. USA 97, 6947-6953, 2000.
- Schopf, J.W., Cradle of Life: The Discovery of Earth’s Earliest Fossils, Princeton Univ. Press, 367 pp., 1999.
- Schopf, J.W., Microfossils of the Early Archean Apex chert: New evidence of the antiquity of life, Science 260, 640-646, 1993.
- Schopf, J.W. (Ed.), Major Events in the History of Life, Jones and Bartlett, 190 pp., 1992.
- Schopf, J.W. and Kllein C. (Eds.), The Proterozoic Biosphere, A Multidisciplinary Study, Cambridge Univ. Press, 1348 pp., 1992.
- Schopf, J.W. (Ed.), Earth’s Earliest Biosphere, Its Origin and Evolution, Princeton Univ. Press, 543 pp., 1983.